# Manilkara elata
Manilkara elata là một loài thực vật thuộc họ Sapotaceae, đặc hữu của Brasil, chúng hiện đang bị đe dọa vì mất môi trường sống.